# Parapodacanthus
Parapodacanthus is een geslacht van Phasmatodea uit de familie Phasmatidae. De wetenschappelijke naam van dit geslacht is voor het eerst geldig gepubliceerd in 2003 door Brock.

## Soorten
Het geslacht Parapodacanthus is monotypisch en omvat slechts de volgende soort:
- Parapodacanthus hasenpuschorum Brock, 2003